# Magyar Pálinka Lovagrend
A Magyar Pálinka Lovagrend Egyesületet (MPLE) a magyarországi pálinkaiparosok által 2004-ben létrehozott lobbiszervezet.
Az egyesület feladata a pálinkaiparért való lobbizás, továbbá a lobbizáshoz szorosan kapcsolódva a pálinka népszerűsítése.
Az MPLE tagjai lehetnek rendes tagok, tiszteletbeli tagok és vállalkozói tagok. Az egyesület legfőbb szerve a Közgyűlés, amely a rendes tagok összességéből áll. A Közgyűlést évente legalább egyszer kell összehívni, ennek helye általában a Gyulai Nemzetközi Kisüsti Pálinka Fesztivál minden év áprilisában.
Az MPLE látja el a védnöki feladatokat a Budapesten decemberenként megrendezett Pálinka Árkádia rendezvény fölött.

## Külső hivatkozások
- Magyar Pálinka Lovagrend Egyesület honlapja
- Cikk a lovagrendről